# Spoorlijn Narbonne - Bize
De spoorlijn Narbonne - Bize was een Franse spoorlijn van Narbonne naar Bize-Minervois. De lijn was 19,9 km lang en heeft als lijnnummer 734 000.

## Geschiedenis
De lijn werd geopend door de Compagnie des Chemins de fer du Midi op 4 juli 1887. Personenvervoer werd opgeheven op 18 april 1939. Goederenvervoer tussen Mirepeisset en Bize was er tot 2010 en tussen Malvési en Mirepeisset tot maart 2015.

## Aansluitingen
In de volgende plaats is of was er een aansluiting op de volgende spoorlijnen:
Narbonne
RFN 640 000, spoorlijn tussen Bordeaux-Saint-Jean en Sète-Ville
RFN 677 000, spoorlijn tussen Narbonne en Port-Bou (grens)